# Place Antoine-Rivoire
La place Antoine-Rivoire est une place du 2e arrondissement de Lyon, en France.

## Odonymie
La place reçoit son nom actuel le 11 avril 1934, et rend hommage à Antoine Rivoire (1858-1932), l'un des fondateurs de la foire de Lyon et du syndicat d'initiative.

## Situation
La place Antoine-Rivoire occupe un espace en retrait de la rue du Président-Édouard-Herriot, à la charnière avec le 1er arrondissement, au débouché de plusieurs voies : les rues des Forces, Fromagerie, Gentil et Saint-Nizier.

## Description

### Végétation
Un grand platane occupe le centre de la place. 

### Transports en commun
Un arrêt de bus desservi par les lignes de navette    s’y trouve également.

## Historique

### Création au XVIème siècle
La place de la Fromagerie existe depuis le Moyen Âge. En 1562, le consulat protestant décide de supprimer le cimetière de la paroisse de Saint-Nizier, situé au chevet de l'église du même nom, et d'y établir une place publique. Dès 1564, le cimetière est rétabli, mais le consulat en profite pour changer la délimitation du cimetière, au profit de la place de la Fromagerie et de la rue des Forces. Le cimetière est supprimé pendant la Révolution française et la place est considérablement agrandie.

### Élargissement au XIXème siècle
Lors du percement de la rue de l'Impératrice (actuelle rue du Président-Édouard-Herriot) dans les années 1860, la place prend sa configuration actuelle.

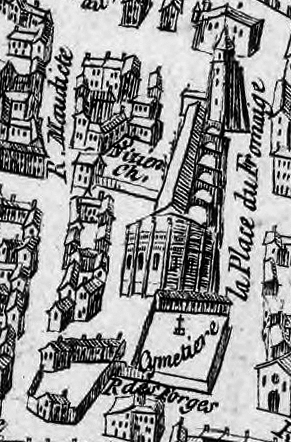
La place avant la suppression du cimetière
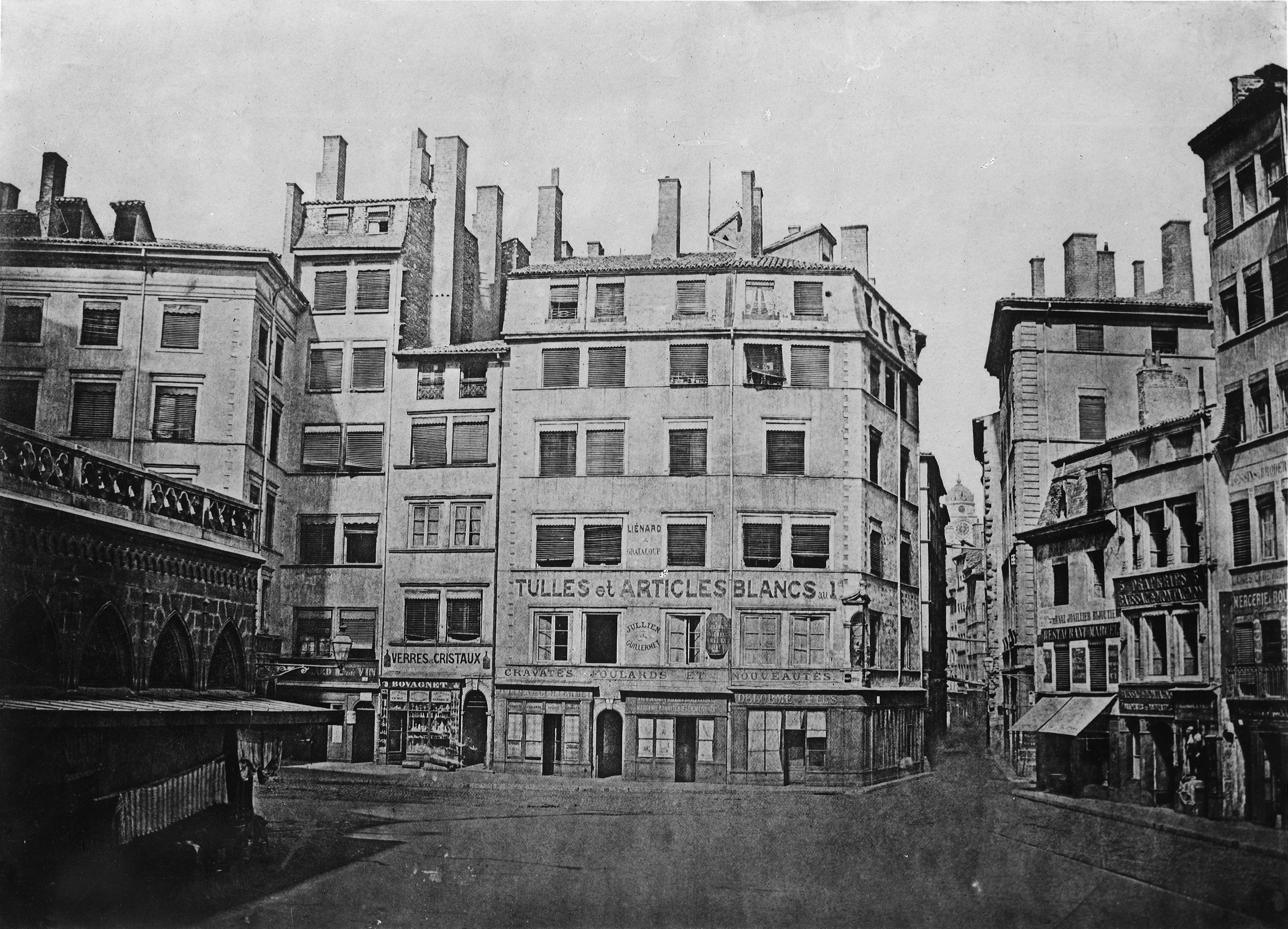
La place avant le percement de la rue de l'Impératrice (vers le Nord)
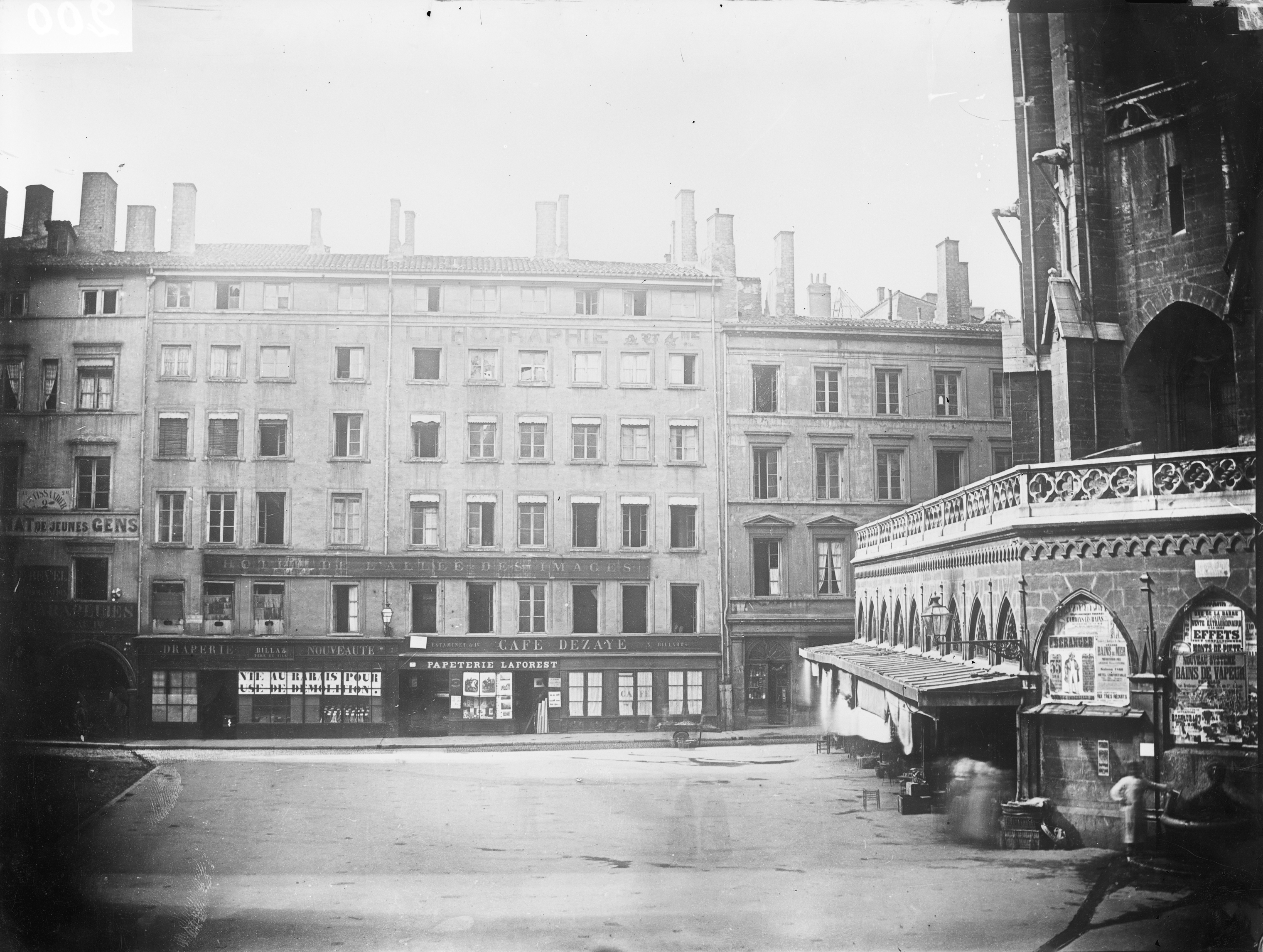
La place avant le percement de la rue de l'Impératrice (vers le Sud)

## Monuments
- Église Saint-Nizier